# IC 1722
IC 1722 — галактика типу SBbc (компактна витягнута галактика) у сузір'ї Скульптор.
Цей об'єкт міститься в оригінальній редакції індексного каталогу.